# Maneblusser (bier)
Maneblusser is een Belgisch bier.
Het bier wordt gebrouwen door Brouwerij Het Anker te Mechelen.

## Achtergrond
De naam “Maneblusser” verwijst naar de bijnaam van de Mechelaars: maneblussers. Deze naam gaat terug op een legende volgens dewelke een dronkaard in 1687 tijdens een bewolkte nacht de volle maan achter de Sint-Romboutstoren zag en dacht dat die brandde. Hij sloeg alarm en de Mechelaars kwamen ijlings blussen, tot ze op de toren merkten dat het vals alarm was. Op het etiket van het bier stond tot 2013 de Sint-Romboutstoren. In 2013 werd het etiket vernieuwd. Sindsdien staat er een brandweerman op met een emmer met flesjes bier in de ene hand en in de andere hand een glas bier. 
Het bier werd gelanceerd in juni 2009. Het alcoholpercentage wijzigde doorheen de jaren. Het begon met 6,5%, daalde naar 6,2% en in 2015 werd het 5,8%.

## Varianten
- Maneblusser is een blond speciaalbier van hoge gisting met een alcoholpercentage van 5,8%.
- Maneblusser Lente is een lichtblond bier en wordt gebrouwen op basis van pilsmout, tarwemout, haver en rogge. Het werd gekruid met kruiden als koriander, komijn en curaçao. Het bier is steeds verkrijgbaar vanaf maart.
- Maneblusser Herfstbok is een licht amberkleurig bier dat wordt gebrouwen met gerst, tarwe en haver. Het wordt gekruid met sinaasappelschillen en paradijszaad. Het bier is verkrijgbaar vanaf september.
- Maneblusser Wit is een fruitig tarwebier dat werd gekruid met koriander en citrusvruchten. Het bier is verkrijgbaar vanaf maart.